# Antwerp Port Epic 2024
La 7e édition de l'Antwerp Port Epic, une course cycliste masculine sur route, a lieu en Belgique le 19 mai 2024. L'épreuve se dispute sur 190,5 kilomètres entre Anvers et Anvers. Elle fait partie du calendrier UCI Europe Tour 2024 en catégorie 1.1 ainsi que de la Coupe de Belgique de 2024.

## Équipes participantes
| WorldTeams (2)- Intermarché-Wanty - Arkéa-B&B Hotels ProTeams (8)- Bingoal WB - Caja Rural-Seguros RGA - Euskaltel-Euskadi - TDT-Unibet - Team Flanders-Baloise - Equipo Kern Pharma - TotalEnergies - Uno-X Mobility Équipes continentales (15)- Airtox-Carl Ras - Alpecin-Deceuninck Development Team - Israel Premier Tech Academy - Lotto Dstny Development Team - Philippe Wagner-Bazin - Rembe Pro Cycling Team Sauerland - Tarteletto-Isorex - ColoQuick - Lotto Kern-Haus PSD Bank - Volkerwessels Cycling Team - Team Visma \| Lease a Bike Development - Baloise Trek Lions - BEAT Cycling Club - Myvelo Pro Cycling Team - Novapor Speedbike Équipe régionale et de club- Deschacht-Hens-FSP |
| |

## Classements

### Classement final
| \| Classement général \| Classement général \| Classement général \| Classement général \| Classement général \| \| Coureur \| Coureur \| Pays \| Équipe \| Temps \| \| ------------------ \| ------------------ \| ------------------ \| ------------------- \| ------------------ \| \| 1er \| Alexander Kristoff \| Norvège \| Uno-X Mobility \| 4 h 13 min 48 s \| \| 2e \| Émilien Jeannière \| France \| TotalEnergies \| + 0 s \| \| 3e \| Oded Kogut \| Israël \| Israel-Premier Tech \| + 0 s \| |                    |         |                     |                 |
| |                    |         |                     |                 |
| Source : ProCyclingStats |                    |         |                     |                 |
| Classement général |                    |         |                     |                 |
| Coureur | Coureur            | Pays    | Équipe              | Temps           |
| 1er | Alexander Kristoff | Norvège | Uno-X Mobility      | 4 h 13 min 48 s |
| 2e | Émilien Jeannière  | France  | TotalEnergies       | + 0 s           |
| 3e | Oded Kogut         | Israël  | Israel-Premier Tech | + 0 s           |

### Classements UCI
La course attribue des points au classement mondial UCI 2024 selon le barème suivant :
| Position           | 1er | 2e | 3e | 4e | 5e | 6e | 7e | 8e | 9e | 10e | 11e | 12e | 13e à 15e | 16e à 25e |
| Classement général | 125 | 85 | 70 | 60 | 50 | 40 | 35 | 30 | 25 | 20  | 15  | 10  | 5         | 3         |